# 체셔웨스트 체스터

체셔웨스트 체스터의 위치

체셔웨스트 체스터(영어: Cheshire West and Chester)는 잉글랜드 체셔주에 위치한 단일 자치구로 중심 도시는 체스터이며 면적은 916.7km2, 인구는 332,210명(2014년 기준)이다. 2009년 4월 1일에 신설되었다.